# Bardo (gemeente)
De gemeente Bardo is een stad- en landgemeente in het Poolse woiwodschap Neder-Silezië, in powiat Ząbkowicki.
De zetel van de gemeente is in Bardo.
Op 30 juni 2004 telde de gemeente 5675 inwoners.

## Oppervlakte gegevens
In 2002 bedroeg de totale oppervlakte van gemeente Bardo 73,41 km², waarvan:
- agrarisch gebied: 43%
- bossen: 48%

De gemeente beslaat 9,16% van de totale oppervlakte van de powiat.

## Demografie
Stand op 30 juni 2004:
| Omschrijving                   | Totaal | Totaal | Vrouwen | Vrouwen | Mannen | Mannen |
| ------------------------------ | ------ | ------ | ------- | ------- | ------ | ------ |
| eenheid                        | aantal | %      | aantal  | %       | aantal | %      |
| inwoners                       | 5675   | 100    | 2945    | 51,9    | 2730   | 48,1   |
| bevolkingsdichtheid (inw./km²) | 77,3   | 77,3   | 40,1    | 40,1    | 37,2   | 37,2   |

In 2002 bedroeg het gemiddelde inkomen per inwoner 1280,86 zł.

## Administratieve plaatsen (sołectwo)
Brzeźnica, Dębowina, Dzbanów, Grochowa, Janowiec, Laskówka, Opolnica, Potworów, Przyłęk.

## Aangrenzende gemeenten
Kamieniec Ząbkowicki, Kłodzko, Stoszowice, Ząbkowice Śląskie, Złoty Stok